# Mój przyjaciel Monster
Mój przyjaciel Monster (ang. My Pet Monster) – amerykański serial animowany z 1987 roku.

## Opis fabuły
Serial opowiada o przygodach Monstera, który żyje wraz z małym chłopcem imieniem Max.

## Obsada (głosy)
- Sunny Besen Thrasher – Max
- Stuart Stone – Chuckie
- Jeff McGibbon – Monster
- Alyson Court – Jill
- Dan Hennessey

## Wersja polska
W Polsce serial został wydany na VHS z angielskim dubbingiem i polskim lektorem, którym był Janusz Kozioł. Dystrybucja: EUROKADR HOME VIDEO.

## Spis odcinków
| N/o            | Polski tytuł                       | Angielski tytuł                |
| -------------- | ---------------------------------- | ------------------------------ |
|                |                                    |                                |
| SERIA PIERWSZA |                                    |                                |
|                |                                    |                                |
| 01             | Żegnajcie kajdanki, żegnaj Monster | Goodbye Cuffs, Goodbye Monster |
|                |                                    |                                |
| 02             | Nadchodzą wilkołaki                | The Wolfmen are Coming!        |
|                |                                    |                                |
| 03             | Konkurs surfowania                 | Boogie Board Blues             |
|                |                                    |                                |
| 04             |                                    | Rock-a-bye Babysitters         |
| 04             | Monster Cookie Mix-Up!             |                                |
|                |                                    |                                |
| 05             |                                    | The Masked Muncher!            |
|                |                                    |                                |
| 06             |                                    | Runaway Monster                |
|                |                                    |                                |
| 07             |                                    | Escape from Monsterland!       |
|                |                                    |                                |
| 08             |                                    | Finders Keepers                |
| 08             | My Poet Monster                    |                                |
|                |                                    |                                |
| 09             |                                    | Little Bigfoot                 |
|                |                                    |                                |
| 10             |                                    | Monster Makes a Grade!         |
|                |                                    |                                |
| 11             |                                    | Monster Movie Mayhem!          |
| 11             | Superhero for Hire!                |                                |
|                |                                    |                                |
| 12             |                                    | Gorill'a My Dreams             |
|                |                                    |                                |
| 13             |                                    | A Monster Hunter               |
|                |                                    |                                |